# Dean Morgan
Pour les articles homonymes, voir DMA, Dean et Morgan.
Dean Morgan (ディーンモルガン株式会社, Diin Morugan Kabushiki Gaisha) est une chaîne d’écoles de langue anglaise et française au Japon.
L’entreprise Dean Morgan est créée en 2004, et son siège se trouve à Shinjuku, Tokyo. Il y a actuellement deux écoles à Shinjuku. Le cofondateur, et actuel PDG (CEO) est Dean Rogers. La compagnie propose des cours de langue personnalisés (un élève et un professeur), s'appuyant sur un manuel et utilisant des ressources Internet. Dean Morgan se décrit comme une école de langue « man-to-man eikaiwa ».

## Origine du nom
Dean Morgan est fondée par un Américain (Dean Rogers) et un Français (Morgan Terigi). Ils décident de combiner leurs prénoms et d’en faire le nom de l’école.
À l’origine, l’école était appelée Dean Morgan Academy, mais en 2007, le nom est officiellement réduit à Dean Morgan. L’acronyme DMA est cependant toujours utilisé. [réf. nécessaire]

## Histoire
La société est fondée en avril 2004, et la première école est ouverte à Nishi Shinjuku, le 14 juillet 2004, et propose des cours d’anglais et de français. En 2005, Dean Rogers en devient le propriétaire exclusif.
En septembre 2006, l’école Sala, basée dans la région d'Osaka (Kansai), est acquise par la société Dean Morgan. Elle offre des leçons one-to-one et des leçons de groupe dans deux établissements à Osaka, dans les quartiers d’Umeda et de Namba. L’établissement de Senrioka est aussi fondé à cette période.
En 2008, l’école de prononciation Hummingbird est acquise et intégrée à Dean Morgan. La méthode Hummingbird est une méthode de prononciation anglaise brevetée.
Il est actuellement possible de prendre des cours d’anglais, de français et de prononciation anglaise Hummingbird dans tous les établissements Dean Morgan et Sala. À ce jour (janvier 2012), Dean Morgan compte dix écoles, situées à Tokyo et à Osaka, ainsi que 2000 étudiants.

## Emplacement des écoles
L’école mère est située à Nishi-Shinjuku.
Les leçons de prononciation anglaise Hummingbird sont enseignées dans une autre école, elle aussi située à Nishi-Shinjuku.
Une troisième école a ouvert à Ginza en avril 2011.
Une quatrième école a ouvert à Ikebukuro en Mars 2012.
Il y a actuellement six écoles à Osaka, situées dans les quartiers d’Umeda, de Namba, de Honmachi, d’Awaji, de Senrioka et de Kamishinjo.